# Ciclu celular

Celule de ceapă în diverse faze ale ciclului celular. Creșterea unui organism este regulată de ciclul celular.

Ciclul celular sau ciclul de diviziune celulară reprezintă totalitatea proceselor care au loc pentru ca o celulă să realizeze diviziunea și replicarea sa. La procariotele care nu au nucleu celular, ciclul celular are loc printr-un proces numit fisiune binară. În celulele cu un nucleu, cum sunt eucariotele, ciclul celular este alcătuit din trei faze: interfaza, mitoza și citochineza. 